# Pat Tillman
Patrick Daniel Tillman Jr foi um jogador de futebol americano e militar estadunidense. Ele abandonou a carreira de jogador para se alistar no exercito norte americano em maio de 2002 e morreu numa emboscada quando servia as tropas da coalizão no Afeganistão. Foi a primeira baixa de um ex-jogador de futebol americano desde a morte de Bob Kalsu (Buffalo Bills), na Guerra do Vietnã, em 1970.

## Biografia
Ele iniciou sua carreira em 1994, como Linebacker da equipe da Universidade do Estado do Arizona. Após quatro anos, ele foi selecionado no draft da NFL pelo Arizona Cardinals, onde marcou 238 tackles e três interceptações. Em maio de 2002,ele recusou uma oferta da equipe, que incluía um contrato de três anos e um salário de 3,5 milhões por temporada, para se alistar no exercito, juntamente com seu irmão Kevin. Eles ingressaram no segundo batalhão do 75º regimento dos Rangers.

## Controvérsias sobre a morte
No dia 22 de abril de 2004, Tillman morreu durante uma emboscada montada por militantes do Taleban. Essa era a versão oficial do Pentágono. Porém, o corpo de Tillman não recebeu o mesmo tratamento de outros militares mortos em combate. O uniforme e os objetos que seriam periciados por uma comissão de peritos forenses, sumiram. Segundo um relato de Jon Krakauer, no livro "Onde os Homens Conquistam a Gloria", os legistas ficaram tão perturbados com a falta de concordância entre o relato da emboscada com os ferimentos do corpo que eles se recusaram a assinar a autópsia. Um relatório publicado pelo jornal The Washington Post, feito pelo Brigadeiro Geral Gary M. Jones, a pedido da família de Tillman revelou que nos dias seguintes à morte de Tillman, os investigadores do exército chegaram à conclusão de que ele foi morto provavelmente por fogo amigo disparado por um colega do pelotão. Ele levou três tiros na cabeça. Jones declarou que os oficiais superiores sabiam do ocorrido e tentaram ocultar o fato, mas nunca aprovaram uma medalha, condecoração ou homenagem póstuma. O irmão de Tillman só recebeu a notícia no dia 23 de maio. No dia 4 de março de 2006, o Departamento de Defesa dos EUA abriu uma investigação para apurar as reais causas da morte de Tillman. Ao fim das investigações, eles concluíram que houve negligencia por parte dos comandantes da operação. 

## Legado de Tillman
Após a sua morte, o Arizona Cardinals aposentou o numero 40 e o Arizona State Sun Devils fez o mesmo com o numero 42. Na mesma época, a viúva de Tillman, Marie fundou uma entidade de assistência a famílias de militares e veteranos de guerra. Ela organiza anualmente uma corrida em Tempe. A primeira edição contou com a participação de 10 mil atletas. Em Glendale, o Arizona Cardinals construiu uma estátua de bronze na entrada do State Farm Stadium.